# Ars Antiqua Áustria
A Ars Antiqua Áustria é um grupo fundado em Linz em 1995 para apresentar, especificamente, músicas barrocas austríacas com instrumentos do período.